# واوکس سور سولس
واوکس سور سولس (به فرانسوی: Vaux-sur-Seulles) یک کمون در فرانسه است که در Canton of Creully واقع شده‌است.

## خصوصیات
واوکس سور سولس ۶٫۵۶ کیلومترمربع مساحت و ۲۹۸ نفر جمعیت دارد و ۵۶ متر بالاتر از سطح دریا واقع شده‌است.